# Paul Jaeger (Theologe)
Paul Martin Jaeger (* 5. Oktober 1869 in Wennungen; † 20. Februar 1963 in Nußloch) war ein deutscher evangelischer Theologe.

## Leben
Jaeger war Sohn eines evangelischen Pfarrers und wuchs in bescheidenen Verhältnissen auf. Ab 1881 besuchte er das Alumnat des Klostergymnasiums Unser Lieben Frauen in Magdeburg. Sein dortiger Lehrer, der Theologe Wilhelm Bornemann, brachte ihm das Werk Immanuel Kants und Friedrich Schleiermachers nahe und beeinflusste ihn dadurch in seinem eigenen Denken stark. Nach Erwerb des Hochschulzeugnisses im Jahre 1888 studierte er Evangelische Theologie an der Universität Halle.
Nach dem Ersten Theologischen Examen 1892 trat Jaeger eine Stelle in Frankfurt a. M. als Hilfsredakteur bei Martin Rade, dem Herausgeber der liberalprotestantischen Zeitschrift Die Christliche Welt, an. Bis zu ihrer Einstellung 1941 veröffentlichte Jaeger in dieser Zeitschrift zahlreiche Artikel und Buchbesprechungen, aber auch religiöse Texte und Erzählungen. Jaeger stand aber nicht nur mit Rade, sondern auch mit Friedrich Naumann, dem Vorkämpfer der „Sozialen Frage“ in der evangelischen Kirche in enger Verbindung.
Bis zum Frühjahr 1895 lebte Jaeger im englischen Folkestone und nutzte die Gelegenheit, das Land kennenzulernen. Im Dezember 1895 schloss er mit dem Zweiten Theologischen Examen sein Studium in Magdeburg ab. Er trat eine Hauslehrerstelle in der Mark Brandenburg an; nebenher übersetzte er Schriften Thomas Carlyles.
Seine erste Pfarrstelle trat er 1898 als Hilfsprediger im thüringischen Ichtershausen an. Ab 1899 war er Pfarrer in Seebergen bei Gotha. Nach der Heirat mit einer Badenerin bewarb er sich bei der badischen Landeskirche um ein Pfarramt. Nachdem er ein Jahr als Vikar in Freiburg im Breisgau gewirkt hatte, ging er für vier Jahre nach Karlsruhe, wo er Kontakte zu Arbeiterkreisen knüpfte und in verschiedenen Veröffentlichungen über ihre Lage berichtete.
Ab dem Jahre 1910 war er Pfarrer an der Freiburger Ludwigskirche; 1934 trat er in den Ruhestand. In seiner Freiburger Zeit entfaltete er eine umfangreiche schriftstellerische Tätigkeit. Er setzte dabei seine Fähigkeit ein, die Theologie und den Alltag seiner Gemeindeglieder in Verbindung zu bringen. In seiner Schrift Evangelische Einfachheit von 1937 versuchte er die christliche Botschaft in schlichte Worte zu fassen.
Jaeger war Mitglied des Evangelisch-Sozialen Kongresses und der Kirchlich-Liberalen Vereinigung Badens und versuchte, sozialreformerisch zu wirken. Als Theologe gründete Jaeger seine Anschauung auf dem Begriff der „Gotteskindschaft“, die die Grundlage des menschlichen Lebens sein müsse.
Nach 1933 entwickelte er sich zu einem überzeugten Befürworter der völkisch-nationalsozialistischen Weltanschauung. Er schloss sich den Deutschen Christen an und erklärte im Jahre 1939 seine Bereitschaft zur Mitarbeit beim Institut zur Erforschung und Beseitigung des jüdischen Einflusses auf das deutsche kirchliche Leben. Während des Zweiten Weltkrieges übernahm Jaeger zahlreiche Urlaubs- und Krankheitsvertretungen. Wegen seines nationalsozialistischen Engagements wurde ihm nach Kriegsende von der Badischen Landeskirche die weitere Ausübung pfarramtlicher Tätigkeiten untersagt. Seither wirkte er als Schriftsteller und verfasste bis ins hohe Alter zahlreiche religiöse Texte.

## Werke
- Thomas Carlyle. Lebenserinnerungen, 2 Bände; übers. aus dem Engl. von P. J., 1897/1901
- Zur Überwindung des Zweifels. Lebensfragen, 1906
- Liberale Weltanschauung. Bekenntnisse und Fragezeichen, 1909
- Gottfinden und Überwinden, Krankenbetrachtungen, 1911
- Lichtspuren. Auf der Wanderung im Nebellande, 1911
- Unterwegs. Wanderungen zum ewigen Quell, 1911
- Bekenntnis und Freiheit. Ein Wort zum Frieden, 1914 (19262: Evangelische Freiheit)
- „Ich glaube keinen Tod …“ Stille Gedanken beim Heimgang unserer Lieben, 1914
- Meine Freude. Ein Konfirmationsbüchlein für Mädchen, 1914
- Wege zur inneren Freiheit. „Kant und die Arbeiter“ und andere Vorträge im Arbeiterkreis, 1914
- Unser Kaiser. 27. Januar 1915, Festpredigt, 1915
- Meine Wehr und Waffe. Ein Geleitwort, 1916
- Zwei Schicksalfragen. 1. Vom Schicksal der Werte, 2. Vom Wert des Schicksals, 1916
- Innseits. Zur Verständigung über die Jenseitsfrage, 1917 (19262: Innseits und Jenseits)
- Vom Sinn des Lebens. Briefe an einen Konfirmanden, 1919
- Gottesfragen. Drei Volkshochschulvorträge: Atheismus – Theismus – Christlicher Theismus, 1921
- Aus dem akademischen Festgottesdienst zur Feier des 50-jährigen Bestehens des Deutschen Reiches. Predigt, 1921
- Unverloren. Ein Büchlein von der unendlichen Nähe, 1922
- Freude zuvor. Krankenbetrachtungen, 1922
- Festland. Wege zur Wirklichkeit, 1922
- Festland II. Wege zu Christus, 1923
- Müssen wir katholisch werden? Eine evangelische Antwort, 1923
- Vom Grunde der Freude. Reden und Aufsätze, 1923
- Vorsehung. Beiträge zur Schicksalsfrage, 1923
- Evangelische Freiheit. Gesammelte Blätter aus dem Meinungskampfe der Gegenwart, 19262 (erweiterte Fassung von Bekenntnis und Freiheit, 19141)
- Ahnung und Gewißheit, 1927
- Weihnachtspräludien, 1929
- Das schöne Morgenlicht. Weihnachtsgeschichten, 1929
- Christsonne. Weihnachtsgeschichte, 1930
- Heimatleuchten. Adventsgeschichten, 1931
- Im Arbeiterdiskussionsclub; in: Kreuz und Lorbeer. Karl Hesselbacher zum 60. Geburtstag, 1931
- Das Notlicht Gottes. Ein Wegweiser für Freudlose, 1932
- Die rettende Stund. Adventsgeschichten, 1934
- Vom unerschöpften Lichte. Weihnachtsgeschichten, 1935
- Das verschüttete Wort. Geschichten um Weihnachten und den Alltag, 1936
- Durchsonnter Werktag. Der Sinn von Christi Himmelfahrt, 1936
- Evangelische Einfachheit. Briefe an einen Bahnarbeiter und an eine schwäbische Hausfrau, 1937
- Am geheimen Webstuhl Gottes, 2 Bände; 1937/1938
- Bibelkrise, 1940 (Sonderdruck aus: Der deutsche Christ, 1940)
- Zuversicht, 1940
- Der Sternenhimmel; Die Bibel erlebt. Zeugnisse und Erfahrungen 8; 1943
- Wölfleins Heimruf, 1960
- Das Gebot der Freude, 1961
- Der feste Standort, 1961
- Wie ein Kind. Eine Weihnachtserzählung, 1961
- Mehr Licht. Von der Gottesfreude, 1962
- Vater unser – Andachtsbüchlein, 1962
- Adventspräludium bei alten Doktor, o.J
- Vom unvergänglichen Wesen. Weihnachtserzählung, o. J.
- RGG1 und RGG2: Artikel Balfour, Germanisierung des Christentums, Hilty, Oeser, Rade, Steffensen

Als Ko-Autor und Herausgeber
- Zusammen mit anderen: Morgenandachten für das ganze Jahr, dargeboten von den Freunden der ChW; 1908
- Hg.: Mannhaft und frei. Predigten von Dr. Adolf Hasenclever, 1910
- Goethes Religion; in: Karl Bornhausen, Paul Jaeger: Die Religion Schillers und Goethes. Zwei Vorträge; 1910
- Emmy Oeser, Salomon Schlatter (Hrsg.): Briefwechsel zwischen Hermann Oeser und Dora Schlatter; Einleitung: Paul Jaeger; 1920